# Union internationale d'histoire et de philosophie des sciences et de la technologie
L'Union internationale d'histoire et de philosophie des sciences et de la technologie, (en anglais : International Union of History and Philosophy of Science and Technology, abrégé en IUHPST) est une organisation membre du Conseil international des sciences (ISC). Elle a été fondée en 1955 par la fusion de l'Union internationale d'histoire des sciences (IUHS) et de l'Union internationale de philosophie des sciences (IUPS).  Elle est composée de deux divisions, la Division d'histoire des sciences et de la technologie (DHST) et la Division de Logique, Méthodologie et Philosophie des Sciences et de la Technologie (DLMPST).

## Structure et gouvernance
L'IUHPST n'a pas de structure ni de direction propre : elle est une organisation faîtière de ses deux divisions  la DHST et la DLMPST. Elle est dirigée par les responsables de ces deux divisions selon un système de rotation où la présidence de l'Union alterne entre les présidents des deux divisions. En 2022, la présidente de l'IUHPST est Nancy Cartwright (présidente de la DLMPST), le vice-président de l'IUHPST est Marcos Cueto (président de la DHST), le secrétaire général de l'IUHPST est Benedikt Löwe (secrétaire général de la DLMPST) et le trésorier  de l'IUHPST est Pierre Édouard Bour (trésorier de la DLMPST).

## Objectifs
L'IUHPST poursuit les objectifs suivants :
- établir et renforcer les liens entre les historiens et les philosophes des sciences et entre les institutions, sociétés, revues, etc. qui se consacrent à ces disciplines ou à des disciplines connexes ;
- rassembler les documents utiles au développement de l'histoire des sciences et des techniques et à la logique, la méthodologie et la philosophie des sciences ;
- prendre les mesures utiles pour le développement, la diffusion et l'organisation des études et des recherches dans les domaines de l'histoire des sciences et des techniques, de la logique, de la méthodologie et de la philosophie des sciences et des techniques et des disciplines connexes.
- organiser des congrès internationaux sur l'histoire des sciences et des technologies et sur la logique, la méthodologie et la philosophie des sciences et des technologies, ainsi que d'autres événements internationaux ;
- contribuer à maintenir l'unité de la science en général et à l'établissement de liens entre les différentes branches de la connaissance humaine.
- favoriser les contacts et les échanges entre les historiens, les philosophes et les chercheurs qui s'intéressent à des questions liées aux méthodes et aux fondements de leurs disciplines respectives.

## Division d'histoire des sciences et de la technologie
La Division d'histoire des sciences et de la technologie (DHST) est une organisation internationale non gouvernementale de promotion de la coopération internationale dans les domaines de l'histoire des sciences à travers le monde. Avec la Division de la logique, de la méthodologie et de la philosophie des sciences et de la technologie (DLMPST), la DHST forme l'une des deux divisions de l'Union internationale d'histoire et de philosophie des sciences et de la technologie, représentant le domaine de l'histoire des sciences au sein du Conseil international des sciences (ISC). La DHST est un organisme membre du Conseil international de la philosophie et des sciences humaines (CIPSH).
La DHST organise un congrès international tous les quatre ans et coordonne les activités de nombreuses commissions. Les membres de la DHST sont 98 membres nationaux (représentés par les comités nationaux pour l'histoire des sciences) et 26 unions scientifiques internationales.

### Congrès

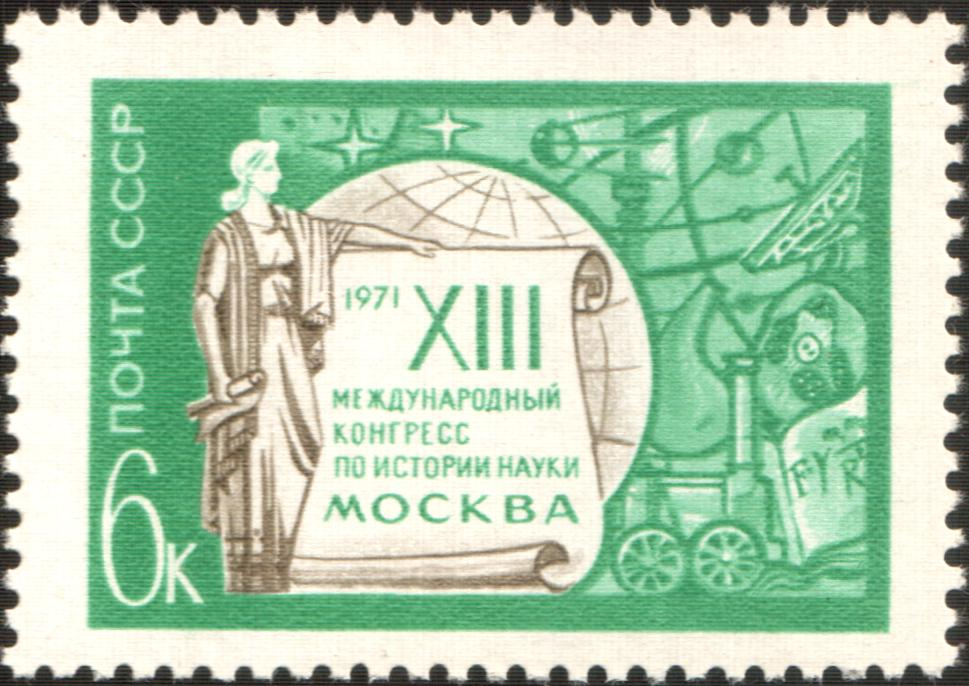
Timbre de l'URSS, émis à l'occasion du 13e Congrès international d'histoire des sciences tenu à Moscou en 1971.

Le premier congrès a eu lieu à Paris, en 1929, le 25e à  Rio de Janeiro en  2017 et le 26e à Prague en 2021.

### Les présidents de la DHST
- Charles Singer (1947-1950)
- Georges Sarton (1950-1953)
- Louis de Broglie (1953-1956)
- Robert Jacobus Forbes (1956-1959)
- Vasco Ronchi (1959-1968)
- I. Bernard Cohen (1969-1971)
- Joseph Needham (1972-1974)
- René Taton (1975-1977)
- Ashot Grigoryan (1978-1981)
- Erwin Hiebert (1982-1985)
- Paul Galluzzi (1986-1989)
- Guillaume Shea (1990-1993)
- Robert Fox (1993-1997)
- Bidare Venk Subbarayappa (1997-2001)
- Ekmeleddin Ihsanoglu (2001-2005)
- Ronald Numbers (2005-2009)
- Liu Dun (2009-2013)
- Efthymios Nicolaidis (2013-2017)
- Michael Osborne (2017-2021)
- Marcos Cueto (2021-2025)

## Division de logique, méthodologie et philosophie des sciences et de la technologie
La Division de logique, méthodologie et philosophie des sciences et de la technologie (DLMPST) est une organisation internationale non gouvernementale pour la  coopération internationale dans les domaines de la logique et de la philosophie des sciences à travers le monde. Avec la Division d'histoire des sciences et des technologies (DHST), la DLMPST forme l'une des deux divisions de l'Union internationale d'histoire et de philosophie des sciences et des technologies, représentant les domaines de la logique et de la philosophie des sciences au Conseil international des sciences ( ISC). La DLMPST est un organisme membre du Conseil international de la philosophie et des sciences humaines (CIPSH). Jusqu'en 2015, la DLMPST s'appelait Division de Logique, Méthodologie et Philosophie des Sciences .

### Congrès
L'activité principale de la DLMPST est l'organisation du Congrès de Logique, Philosophie et Méthodologie des Sciences et Technologies (CLMPST) qui a lieu tous les quatre ans. Parmi les congrès, il y a notamment
- CLMPS I : Stanford (Californie), États-Unis, 1960
- CLMPS II : Jérusalem, Israël, 1964
- CLMPS III: Amsterdam, Pays Bas, 1967
- CLMPS IV: Bucarest, Roumanie, 1971
- CLMPS V: London (Ontario), Canada, 1975
- CLMPS VI: Hanovre, Allemagne, 1979
- CLMPS VII: Salzbourg, Autriche, 1983
- CLMPS VIII: Moscou, URSS, 1987
- CLMPS IX: Uppsala, Suède, 1991
- CLMPS X: Florence, Italie, 1995
- CLMPS XI: Cracovie, Pologne, 1999
- CLMPS XII: Oviedo, Espagne, 2003
- CLMPS XIII: Pékin, Chine, 2007
- CLMPS XIV: Nancy, France, 2011
- CLMPS XV: Helsinki, Finlande, 2015
- CLMPST XVI: Prague, Tchéquie, 2019
- CLMPST XVII:  Buenos Aires, Argentine, 2023

### Les présidents de la DLMPST[7]
- Stephen Cole Kleene
- Georg Henrik von Wright, 1963-1965
- Yehoshua Bar-Hillel, 1966-1969
- Stephan Körner, 1969-1971
- Andrzej Mostowski, 1971-1975
- Jaakko Hintikka, 1975
- Patrick Suppes, 1975-1979
- Jerzy Łoś, 1979-1983
- Dana Scott, 1983-1987
- Laurent Jonathan Cohen, 1987-1991
- Jens Erik Fenstad, 1991-1995
- Saumon Wesley, 1995-1999
- Michel Rabin, 1999-2003
- Adolf Grünbaum, 2003-2007
- Wilfrid Hodges, 2007-2011
- Elliott Sobre, 2011-2015
- Menachem Magidor, 2016-2019
- Nancy Cartwright, 2020-2023